# 군포시
군포시(軍浦市)는 대한민국 경기도의 남서부에 위치하는 시이다. 동쪽은 의왕시, 서쪽과 남쪽은 안산시, 북쪽은 안양시와 이웃해 있다.
조선 시대에는 과천군 남면이었고, 1914년에 과천군이 시흥군에 통합되면서 시흥군 남면이 되었다. 1979년에 시흥군 남면이 군포읍으로 승격하였고, 1989년 1월 1일에 시로 승격하였다.

## 역사

### 초기 역사
한반도의 삼국 시대 동안, 백제의 통제 하에 있었다가 서기 475년부터는 고구려의 율목군에 속했다. 이 지역은 757년에 통일신라 시대에 율진군이 되었고, 940년에는 고려 왕조에 의해 과주군으로 개칭되었다. 1413년에는 조선 왕조가 이 지역을 과천현으로 불렀다.
1895년 5월, 현재의 군포를 포함하는 지역은 과천군의 남면에 속하게 되었으나, 1914년 3월 1일 개편으로 남면은 시흥군에 편입되었다. 일제강점기와 대한민국 건국 초 수십 년 동안 남면의 지정이나 행정 구역에는 변화가 없었으나, 대한민국 대통령령으로 1979년 5월 1일, 이 지역은 읍으로 승격되어 여전히 시흥군에 속하는 군포읍이 되었다.
대한민국을 가로지르는 경부선의 철도역인 군포역은 1905년에 처음 개통되었고, 1988년에는 인근의 금정역이 개통되었다. 금정역 개통과 함께 수도권 전철 1호선과 4호선이 군포읍으로 연장되었다. 금정역과 군포역은 모두 수도권 전철 1호선의 역으로 운영되며, 금정역은 4호선과의 환승역이기도 하다.

### 시 승격

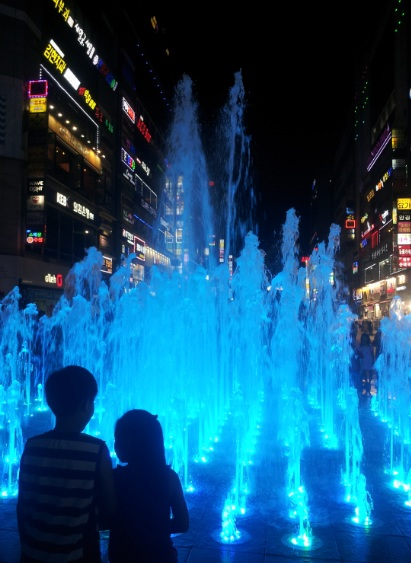
여름밤의 산본신도시 분수

1989년, 서울의 급속한 산업 성장과 도시화로 인해 수도권에 군포, 안양시, 성남시, 부천시, 고양시 등 5개의 신도시 건설이 추진되었다. 이러한 움직임은 행정 수요 증가에 대한 효율적인 지역 관리를 목적으로 하는 국가 법률에 근거했다. 이에 따라 시흥군이 해체되고 군포읍은 군포시로 승격되었다. 군포시 관할에는 5개의 법정동이 있었지만, 일부는 여러 행정동으로 세분화되었다. 예를 들어, 산본동은 산본1동과 산본2동으로 나뉘었다. 20.70 km2의 면적으로 군포는 당시 대한민국에서 가장 작은 도시였다.
1989년 2월, 군포시는 산본동, 금정동, 당동 전역을 주택건설예정지구로 지정하면서 대규모 주택 단지를 조성하기 시작했다. 1992년 12월, 군포시청은 당동에서 금정동으로 이전했으며, 수도권 전철 4호선의 산본역도 1992년에 개통되었다.
1994년까지 군포시에는 10개의 행정동이 있었지만 법정동은 5개에 불과했다. 그러나 그 해 12월 24일, 행정 구역의 부분 조정으로 인해 인접한 반월면과 화성군의 4개 리가 군포시에 편입되면서, 군포시의 면적은 36.38 km2로 늘어났다. 현재 군포시는 9개의 법정동과 11개의 행정동을 가지고 있다. 반월면에서 대야미리가 편입되면서 수도권 전철 4호선의 대야미역이 군포시 관할에 들어왔다.
산본 신도시 개발은 1995년에 완료되었으며, 이 지역은 군포시의 중심지가 되었다. 산본의 도시 계획은 유명한 한국 건축가 김진애가 설계했다. 2000년, 새로운 국어의 로마자 표기법이 공식적으로 도시의 로마자 표기명을 'Kunp'o'에서 'Gunpo'로 변경했다. 2003년에는 대야미와 산본 사이에 수리산역이 개통되었고, 2010년에는 당정역이 1호선과 경부선에 모두 개통되어 군포시 내 지하철역 수는 총 6개가 되었다.

### 지명 유래
"군포"(軍浦)란 이름은 안양시 동안구 호계3동에 있었던 시장인 "군포장"(軍浦場)에서 유래하였는데, 이곳은 구군포사거리와 안양천 사이에 있었다. 1905년에 경부선이 개통되면서 현재의 군포역 자리에 군포장역이 만들어졌고, 1925년 안양천 범람으로 인해 군포장이 군포장역 앞(현재의 군포 역전시장)으로 옮기면서 원래 군포장이 있던 곳은 구군포(舊軍浦)로 불리게 되었다. 1938년에 군포장역의 이름이 군포역으로 변경되었으며, 1979년에 시흥군 남면이 읍으로 승격하면서 "군포역"에서 이름을 따와 행정구역명이 "군포읍"으로 정해졌다.
군포장과 함께 과천 지역 옛 지도에서는 군포천(軍浦川)이라는 이름도 찾아볼 수 있는데, 이는 안양천의 상류를 일컫는 옛 이름으로 여겨진다. 군포의 어원에 관해서는 임진왜란 당시 왜군과 싸우기 위해 모인 관군을 배불리 먹인 곳이어서 군포(軍飽)라고 불리던 것이 군포(軍浦)로 변했다는 설과, 현 호계동에 군웅제를 지내던 군웅산이 있어 이에서 비롯해 군웅산 아래 있는 물가 마을이라 하여 '군포'라 하였다는 설이 있다. 군포의 소수 한자 표기로 정조 시대 ‘원행정례 도로교량’에서는 軍布와 軍堡, 고종 시대 대동지지에서는 軍鋪가 쓰였다.

## 지리

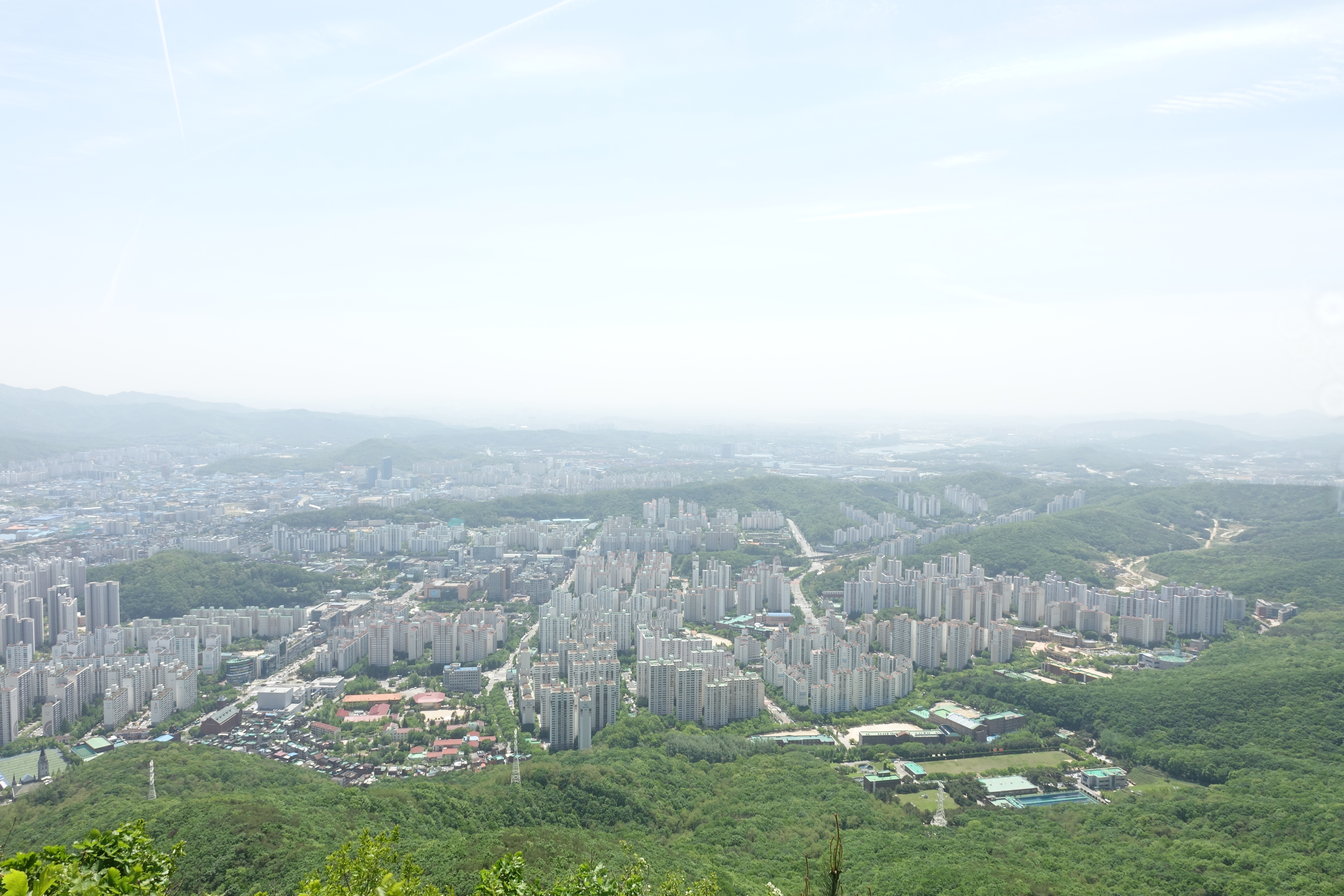
수리산에서 군포시 전경이 보인다.

동쪽은 의왕시, 서쪽은 시흥시, 남쪽은 안산시, 북쪽은 안양시가 접해있다.
산지로 둘러싸여 있는 분지지역으로, 북동쪽에는 모락산, 북서쪽에 수리산이 , 동쪽에는 오봉산이 접해있다. 산본천이 북동쪽으로 흐르다가 금정동에서 안양천과 합류되어 흐른다.

## 행정 구역
군포시의 행정 구역은 12개 행정동으로 구성되어 있다. 군포시의 인구는 2021년 11월 말 주민등록 기준으로 269,086명, 113,188 가구고, 군포2동에 가장 많은 인구가 거주하고 있다. 면적은 경기도의 0.36%에 해당하는 36.42 km2이다.

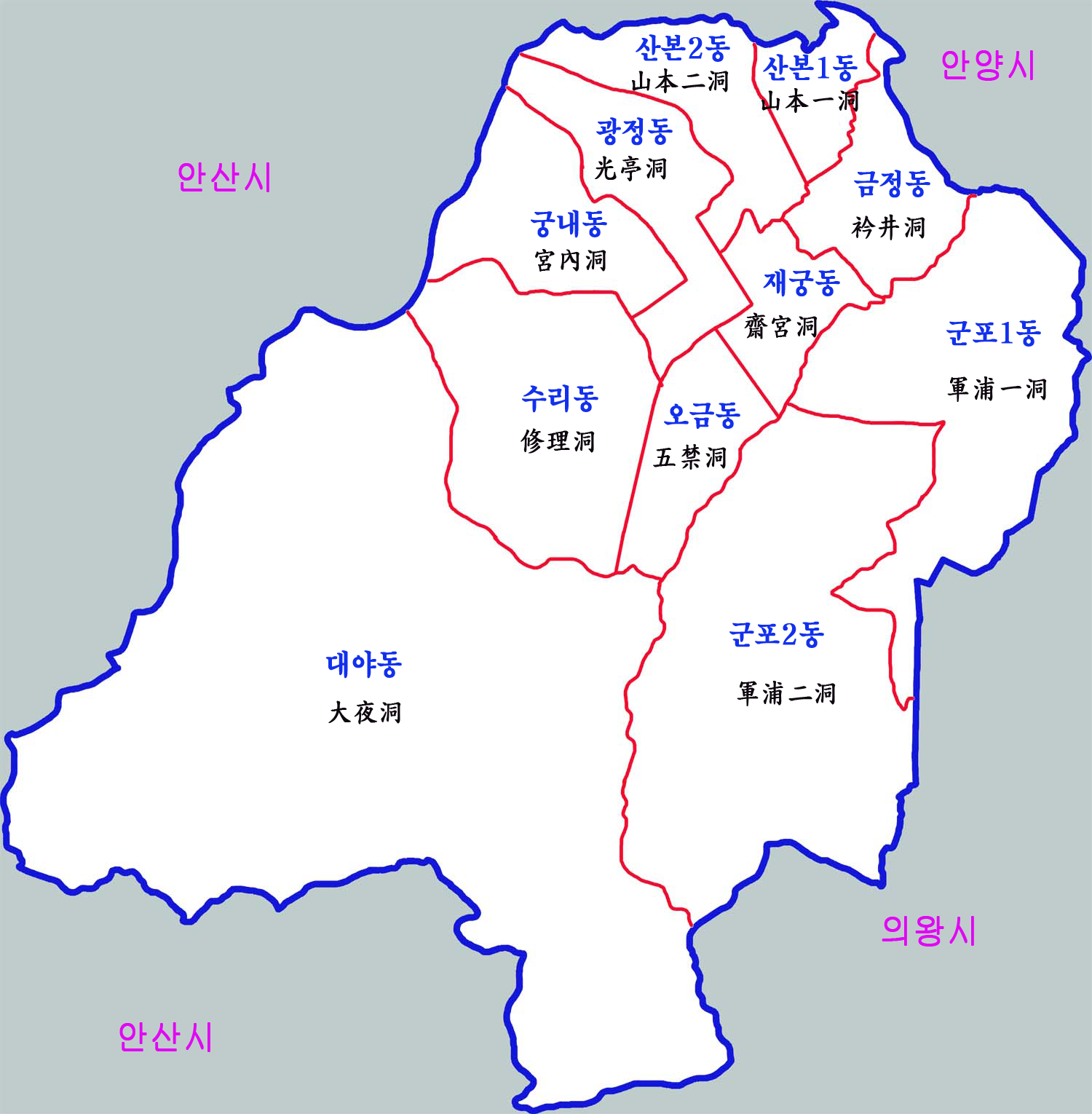

| 행정동  | 한자    | 면적  | 인구(명) | 세대    |
| ------- | ------- | ----- | -------- | ------- |
| 군포1동 | 軍浦1洞 | 3.70  | 33,613   | 15,781  |
| 군포2동 | 軍浦2洞 | 2.95  | 43,850   | 16,513  |
| 산본1동 | 山本1洞 | 0.75  | 15,741   | 8,532   |
| 산본2동 | 山本2洞 | 1.17  | 26,767   | 9,979   |
| 금정동  | 衿井洞  | 1.26  | 17,241   | 8,545   |
| 재궁동  | 齋宮洞  | 0.87  | 18,612   | 8,472   |
| 오금동  | 五禁洞  | 1.07  | 21,458   | 8,699   |
| 수리동  | 修理洞  | 2.73  | 16,295   | 7,170   |
| 궁내동  | 宮內洞  | 1.68  | 20,638   | 7,019   |
| 대야동  | 大夜洞  | 12.8  | 9,432    | 3,830   |
| 광정동  | 光亭洞  | 1.90  | 24,850   | 10,470  |
| 송부동  | 松富洞  | 5.54  | 20,589   | 8,178   |
| 군포시  | 軍浦市  | 36.42 | 269,086  | 113,188 |

* 인구·세대는 2021년 11월 30일 주민등록 기준

### 인구
군포시는 2009년 기준으로 0~14세 인구가 18.5%, 65세 이상 인구가 7.5%이다. 생산연령층인 15~64세 인구는 74%로 전국평균 72.8%보다 비율이 높고, 유소년인구부양비는 24.9%로 전국 평균인 22.8%보다 높으며, 노년인구부양비는 10.1%로 전국 평균인 14.5%보다 낮다. 여성 인구 100명당 남성 인구를 나타내는 성비는 99.8로 여성이 다소 많다. 산본동·금정동·당동 일원이 1기 신도시 중 하나인 산본신도시로 개발되면서 인구가 급속히 늘었다. 하지만 현재는 대야미역 주변을 제외하면 개발할 유휴지 부족으로 신규 건축·토목사업이 지체되었고 이로 인해 인구가 27만명 선에서 정체 중이다.
- 군포시의 연도별 인구 추이[11]

| 연도   | 총인구    |  | 비고          |
| ------ | --------- |  | ------------- |
| 1949년 | 5,866명   |  | 시흥군 남면   |
| 1955년 | 5,246명   |  | 시흥군 남면   |
| 1960년 | 6,073명   |  | 시흥군 남면   |
| 1966년 | 7,458명   |  | 시흥군 남면   |
| 1970년 | 11,325명  |  | 시흥군 남면   |
| 1975년 | 23,422명  |  | 시흥군 남면   |
| 1980년 | 40,253명  |  | 시흥군 군포읍 |
| 1985년 | 52,664명  |  | 시흥군 군포읍 |
| 1990년 | 100,059명 |  | 군포시        |
| 1995년 | 235,233명 |  | 군포시        |
| 2000년 | 263,760명 |  | 군포시        |
| 2005년 | 270,042명 |  | 군포시        |
| 2010년 | 278,083명 |  | 군포시        |
| 2015년 | 285,721명 |  | 군포시        |
| 2019년 | 275,154명 |  | 군포시        |

### 행정과 정치

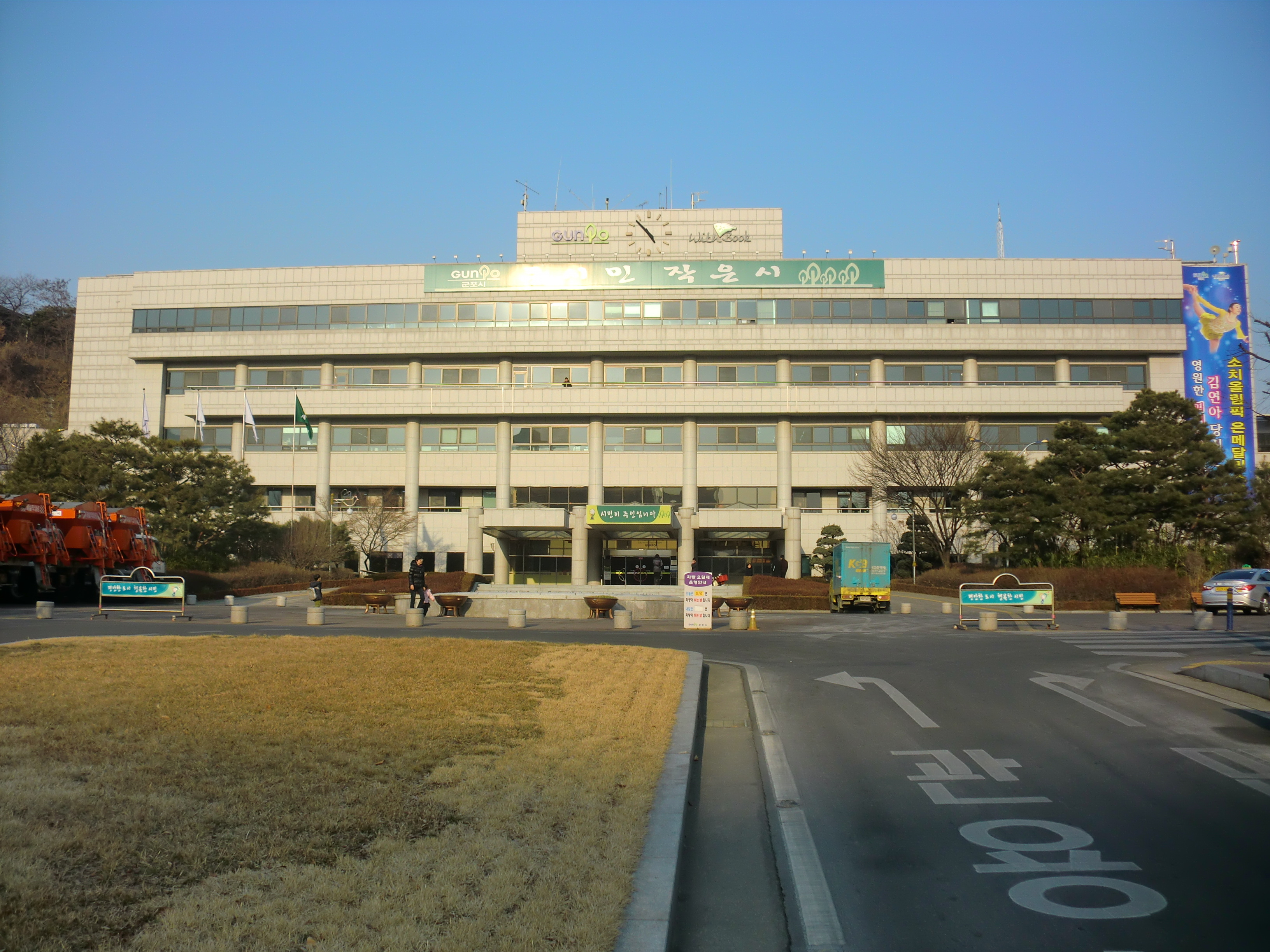
군포시청

관할 교육청은 군포의왕교육지원청으로 의왕시와 통합 관할되고 있으며, 치안은 군포경찰서, 소방은 군포소방서가 담당하고 있다. 산본동에는 군포환경관리소라는 명칭으로 쓰레기 소각장이 운영 중이다.

## 군포시 상징
- 시목
  - 은행나무
- 시조
  - 까치
- 시화
  - 철쭉

### 문장(마크)
영문명칭 GUNPO의 형태를 이용한 워드마크(Word Mark-글자를 이용한 마크 )형 심볼이다. 나무, 혹은 나뭇잎으로 형상화된 영문 알파벳 'P'는 도시를 상징하는 푸른색의 'GUN'과 조화를 이루며 자연과 어우러진 환경 도시 군포의 이미지를 전달하고 있다.

### 캐릭터
시 캐릭터의 이름은 '화니'다. 군포시를 이끌어가는 건강하고 밝은 시민을 표현하였다. 얼굴은 즐거운 표정의 마주보고 있는 형태로 시민간의 어울림을 표현하였고, 캐릭터 팔의 주황색은 밝은 미래, 초록색은 깨끗한 자연을 상징화하였다. 아이디어가 샘솟는 창의적인 도시를 심플한 선으로 정리한 모습이다.

## 산업

### 산업별 종사자 현황
2014년 군포시 산업의 총종사자 수는 96,615명으로 경기도 총종사자 수의 2.2%를 차지하고 있다. 이중 농림어업(1차산업)은 7명으로 비중이 낮고 광업 및 제조업(2차산업)은 26,136명으로 27.1%의 비중으로 차지하고 상업 및 서비스업(3차산업)은 70,473명으로 72.9%의 비중을 차지한다. 2차산업과 3차 산업의 비중은 경기도 전체 비중(72.9%)과 비슷하다. 3차산업 부분에서는 사업서비스업(12.2%), 도소매업(11.1%)과 운수업(8.7%), 교육서비스업(8.1%)이 큰 비중을 차지하고 있다.

### 상주인구와 주간인구
군포시의 2010년 기준 상주인구는 271,631명이고 주간인구는 239,102명으로 주간인구지수가 88로 낮다. 통근으로 인한 유입인구는 38,553명, 유출인구는 65,004명이고, 통학으로 인한 유입인구는 3,454명, 유출인구는 9,532명으로 전체적으로 유출인구가 32,529명 더 많은데, 이는 수도권에서 서울특별시와 가깝거나 교통이 편리한 지역에서 공통적으로 나타나는 현상이다.

### 지역 내 총생산
군포시의 2012년 지역 내 총생산은 11조 8,514억원으로 경기도 지역내 총생산의 1.6%를 차지하고 있다. 이중 농림어업(1차산업)은 19억원으로 비중이 낮고 광업 및 제조업(2차산업)은 4조 2,647억원으로 36%의 비중으로 차지하고 상업 및 서비스업(3차산업)은 7조 5,849억원으로 64%의 비중을 차지한다. 3차산업 부문에서는 사업서비스업(9.2%)과 건설업(9.0%), 도소매업(6.6%)과 운수업(6.1%)이 큰 비중을 차지하고 있다.

## 문화·관광

### 문화재

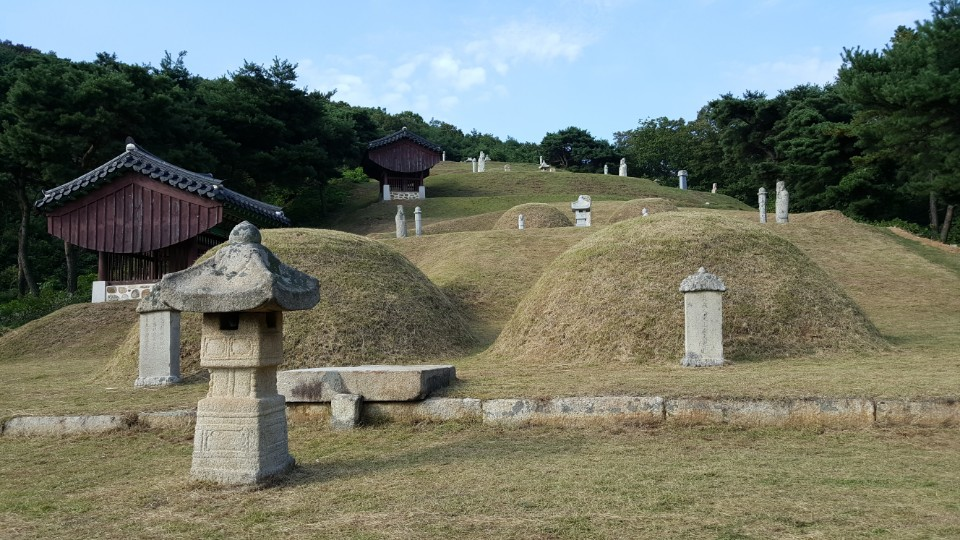
정난종 선생 묘 및 신도비외 묘역일원

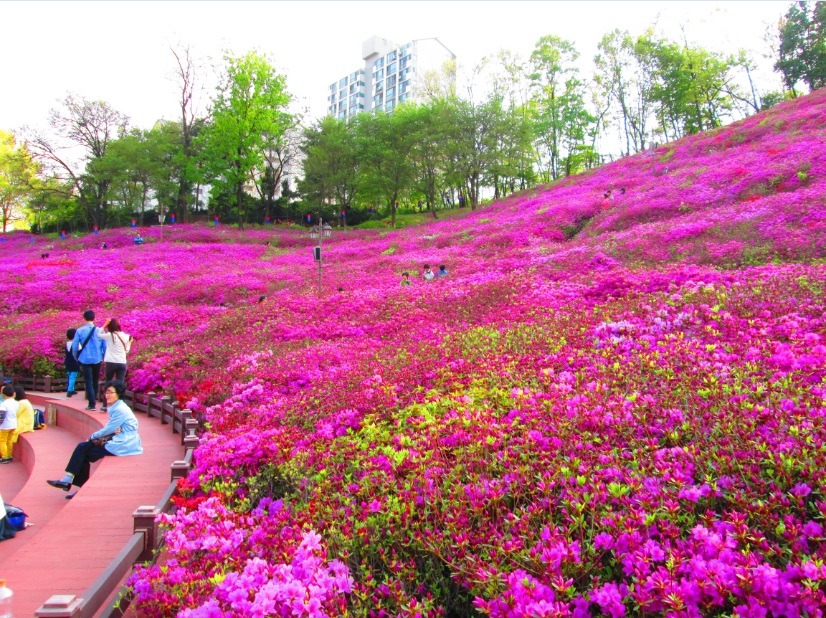
철쭉동산

- 군포 동래정씨 동래군파 종택
- 김만기 묘역
- 군포 산본동 조선백자 요지
- 이기조 선생 묘
- 전주이씨 안양군 묘
- 정난종선생묘및신도비외묘역일원

### 군포 8경
- 수리산 태을봉
- 수리사
- 반월호수
- 덕고개 당 숲
- 군포 벚꽃길
- 철쭉동산
- 밤바위
- 산본로데오거리

### 음악
- 군포 프라임 필하모닉 오케스트라
- 군포 시립 소년소녀 합창단
- 군포시립여성합창단

### 도서관
군포시 3개의 도서관 혁신 아이디어 및 우수현장사례 공모에서 장려상을 수상하였다.

## 교육
- 사립대학교

|  | - 한세대학교 |

- 고등학교

|  | - 군포고등학교 - 흥진고등학교 - 군포e비즈니스고등학교 - 수리고등학교 | - 산본고등학교 - 경기폴리텍고등학교 - 용호고등학교 - 군포중앙고등학교 |

- 중학교

|  | - 흥진중학교 - 용호중학교 - 수리중학교 | - 산본중학교 - 도장중학교 - 당동중학교 | - 금정중학교 - 궁내중학교 - 부곡중앙중학교 | - 군포중학교 - 곡란중학교 - 당정중학교 |

- 초등학교

|  | - 용호초등학교 - 오금초등학교 - 신흥초등학교 - 수리초등학교 - 산본초등학교 - 둔전초등학교 - 둔대초등학교 | - 도장초등학교 - 당정초등학교 - 능내초등학교 - 금정초등학교 - 궁내초등학교 - 군포화산초등학교 - 군포초등학교 | - 군포옥천초등학교 - 군포양정초등학교 - 광정초등학교 - 부곡중앙초등학교 - 관모초등학교 - 곡란초등학교 - 군포대야초등학교 | - 당동초등학교 - 흥진초등학교 - 태을초등학교 - 한얼초등학교 - 군포신기초등학교 |

## 교통

### 철도
- 한국철도공사
  - ● 수도권 전철 1호선
(안양시 만안구) ← 금정역 - 군포역 - 당정역 → (의왕시)
  - ● 수도권 전철 4호선
(안양시 동안구) ← 금정역 - 산본역 - 수리산역 - 대야미역 → (안산시 상록구)

### 버스
- 시내버스 : 군포시의 마을버스, 군포시의 시내버스, 안양시의 시내버스
- 시외버스 : 군포시의 시외버스

#### 버스업체
시내버스
| 업체명   | 대표자               | 위 치                        |
| -------- | -------------------- | ---------------------------- |
| 군포교통 | 피정권               | 번영로 179-46 (부곡동 773-3) |
| 우신버스 | 조희삼 조혜전 조상현 | 번영로 179-46 (부곡동 773-3) |
| 군포여객 | 김경순               | 송부로 153 (부곡동 881-1)    |
| 산본여객 |                      | [[]]                         |

마을버스
| 업체명   | 대표자 | 위 치                        |
| -------- | ------ | ---------------------------- |
| 군포운수 | 김경순 | 번영로 179-46 (부곡동 773-3) |
| 사랑교통 | 김민철 | 번영로 179-46 (부곡동 773-3) |
| 오성교통 | 두우택 | 송부로 153 (부곡동 881-1)    |
| 행복운수 | 김흥근 | 번영로 179-46 (부곡동 773-3) |

### 도로
고속도로
- 서해안고속도로
- 평택파주고속도로 (남군포 나들목)
- 영동고속도로 (둔대 분기점, 군포 나들목, 동군포 나들목)
- 수도권제1순환고속도로 (산본 나들목)

국도
- 국도 제1호선 (경수산업도로), 국도 제47호선

## 기업

### 대기업
- 현대자동차그룹 계열사 (주)현대케피코(경기도 군포시 고산로 102)
- SK그룹 계열사 SK텔레시스의 연결대상 종속회사 SKC 인프라서비스(주)(경기도 군포시 엘에스로 163)
- CJ그룹 계열사 한국복합물류(주)(경기도 군포시 번영로 82)
- LS그룹 계열사 LS글로벌인코퍼레이티드(주)(경기도 군포시 엘에스로 163)
- LS그룹 계열사 가온전선(주)(경기도 군포시 엘에스로 45번길 120)
- 롯데그룹 계열사 롯데하이마트(주) 산본점(경기도 군포시 고산로 714)
- 현대백화점그룹 계열사 (주)현대홈쇼핑 물류센터(경기도 군포시 번영로 82 한국복합물류 I동)

### 중소기업
- 외부감사법인 (주)아이리스코리아(경기도 군포시 공단로 278-19)
- 코스닥시장상장법인 (주)케어젠 제1공장(경기도 군포시 공단로 272)
- 코스닥시장상장법인 (주)케어젠 제2공장(경기도 군포시 공단로 272)
- 코스닥시장상장법인 (주)백금티앤에이(경기도 군포시 엘에스로 153-18)
- 코스닥시장상장법인 (주)휴비츠(경기도 군포시 공단로 298-29)
- 외부감사법인 삼라마이다스그룹 계열사 (주)산본역사(경기도 군포시 번영로 504 산본쇼핑센터)
- 코스닥시장상장법인 (주)에스에이티(경기도 군포시 엘에스로 175)
- 코스닥시장상장법인 (주)서원인텍(경기도 군포시 엘에스로115번길 69)

## 갤러리

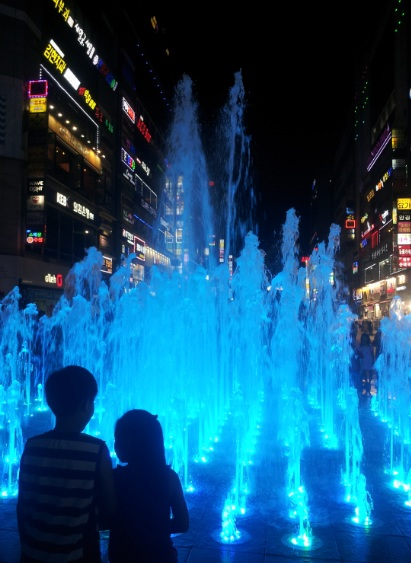
한여름 밤의 장관을 연출하고 있는 산본신도시의 분수대
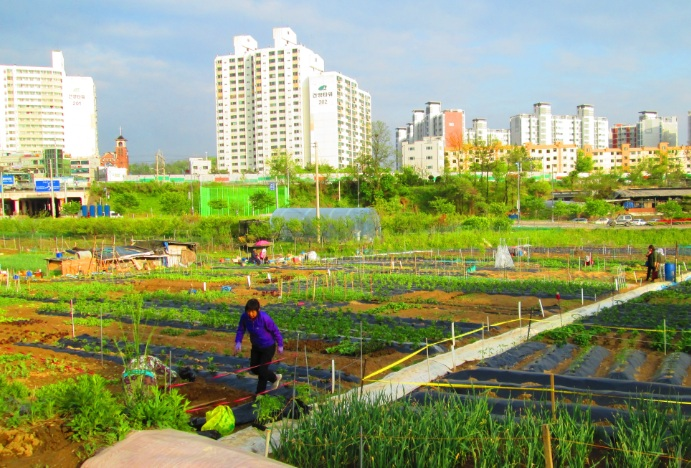
대야동 중심부에는 도시와 농촌의 생활 양식이 공존하게 되어 있다.
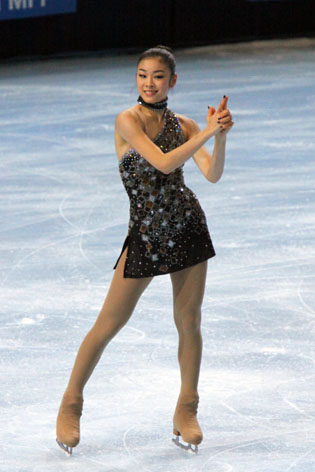
군포시 출신 인물로 알려진 김연아는 전직 피겨스케이트 선수로, 대표적인 겨울스포츠인이다.

## 자매 도시

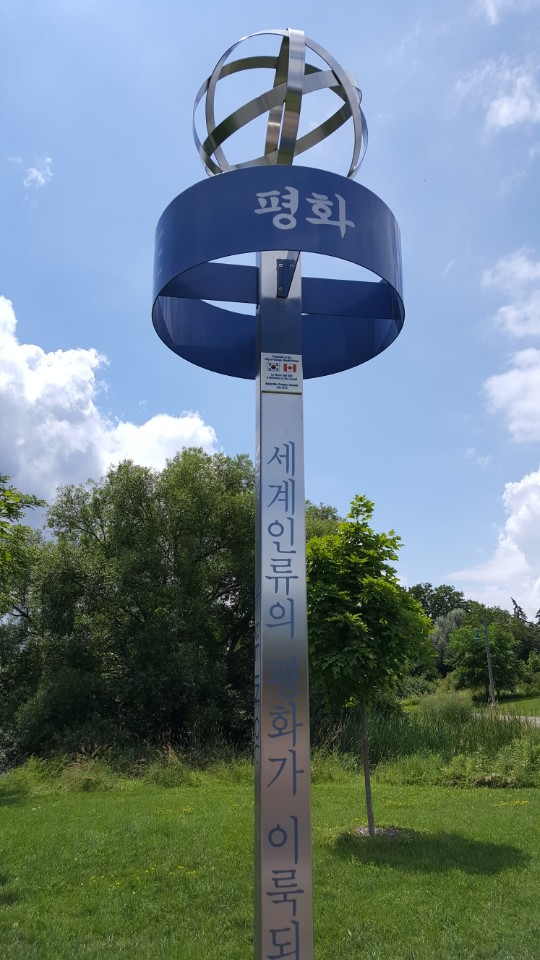
벨빌시에 있는 평화의 봉(The Peace Pole)로, 우호교류 증진을 위해 세웠다. 군포시 반월호수에도 평화의 봉이 있다.

- 산둥성 린이 시
- 중국 지린성 바이산 시
- 미국 테네시주 클락스빌 시
- 미국 메릴랜드주 볼티모어
- 일본 가나가와현 아쯔기시
- 전라남도 무안군
- 전라남도 신안군
- 전라북도 완주군
- 경상북도 예천군
- 경상남도 창녕군
- 충청남도 청양군
- 충청남도 부여군
- 강원도 양양군
- 울산광역시 동구

## 같이 보기
- 대한민국의 설치순 도시 목록
- 대한민국의 지리
- 산본신도시